# Masahiro Wada
Masahiro Wada (Hyogo, 21 januari 1965) is een voormalig Japans voetballer.

## Carrière
Masahiro Wada speelde tussen 1987 en 1998 voor Gamba Osaka en Vissel Kobe.